# Liga dos Campeões da CAF de 2009
A Liga dos Campeões da CAF de 2009 foi o 45º torneio realizado entre as principais equipes africanas de futebol, e o 13º campeonato realizado no esquema Liga dos Campeões da CAF. O TP Mazembe foi o vencedor pela terceira vez.

## Fase preliminar
Os jogos da primeira fase ocorreram em partidas de ida e volta, sendo as primeira realizadas entre 30 de Janeiro e 1 de Fevereiro, e as partidas de volta entre os dias 13–15 de Fevereiro.
| Equipe 1               | Total | Equipe 2             | 1.º jogo | 2.º jogo |
| ---------------------- | ----- | -------------------- | -------- | -------- |
| 1° de Agosto           | 7-3   | CARA Brazzaville     | 5–2      | 2-1      |
| Canon SY               | 2-1   | AS Inter Star        | 1–1      | 1-0      |
| AS Douanes             | 4-1   | Ports Authority      | 3–1      | 1-0      |
| Kano Pillars FC        | 2-0   | Elect-Sport          | 2–0      | 0-0      |
| Club Africain          | [d]   | Sporting Bafata      | -----    | -----    |
| Djoliba AC             | 4-1   | Casa Sport           | 4–0      | 0-1      |
| Ferroviário Maputo     | 2-3   | KCCA                 | 2-1      | 0-2      |
| Supersport United FC   | 8-2   | Curepipe Starlight   | 3–0      | 5-2      |
| Heartland F.C          | 10-1  | Monrovia Black Star  | 4–0      | 6-1      |
| FAR Rabat              | 6-2   | Sporting Praia       | 6–1      | 0-1      |
| Petro Atlético         | 6-0   | Royal Leopards       | 3–0      | 3-0      |
| Étoile Filante         | 4-3   | Heart of Lions       | 2–0      | 2-3      |
| Al Ahly Tripoli        | 7-2   | AS Police            | 6–0      | 1-2      |
| Ittihad Khemisset      | [d]   | Wallidan             | -----    | -----    |
| ASO Chlef              | 3-1   | Fello Star           | 1–0      | 2-1      |
| DC Motema Pembe        | 1-3   | AS Mangasport        | 1–2      | 0-1      |
| Monomotapa United F.C. | 3-2   | Miembeni             | 2–0      | 1-2      |
| Young Africans         | 14-1  | Etoile d'Or          | 8–1      | 6-0      |
| Academie Ny Antsika    | 0-6   | US Stade Tamponnaise | -----[1] | 0-6      |
| ZESCO United           | 5-1   | Mathare United       | 2–0      | 3-1      |
| Al-Merreikh            | 2-1   | ATRACO FC            | 2–1      | 0-0      |

- [d]- jogos não se realizaram por desistência de uma das equipas.
- [1]- primeira partida foi cancelada devido a violência política no Madagascar

## Primeira fase
As partidas de ida foram jogadas entre 13–15 de Março e as partidas de volta entre 3–5 de Abril.
| Equipe 1        | Total   | Equipe 2             | 1.º jogo | 2.º jogo |
| --------------- | ------- | -------------------- | -------- | -------- |
| 1° de Agosto    | (P)1-1  | Canon                | 0–1      | 1–0      |
| Douanes         | 1-1(GF) | Kano Pillars         | 1–1      | 0–0      |
| Africain        | 2-2(GF) | Djoliba              | 1–2      | 1–0      |
| KCCA            | 3-2     | Supersport United    | 2–1      | 1–1      |
| Heartland       | 4-2     | FAR Rabat            | 3–1      | 1–1      |
| Mazembe         | 5-1     | Petro Atlético       | 3–0      | 2–1      |
| Mimosas         | 3-0     | Étoile Filante       | 2–0      | 1–0      |
| JS Kabylie      | 1-3     | Al Ahly Tripoli      | 1–2      | 0–1      |
| Asante Kotoko   | 3-3(GF) | Khemisset            | 3–1      | 0–2      |
| Étoile du Sahel | 2-1     | ASO Chlef            | 2–1      | 0–0      |
| Cotonsport      | 5-3     | Mangasport           | 2–1      | 3–2      |
| Ajax Cape Town  | 4-4(GF) | Monomotapa United    | 3–2      | 1–2      |
| Al-Ahly         | 4-0     | Young Africans       | 3–0      | 1–0      |
| Al Hilal        | 4-3     | US Stade Tamponnaise | 3–1      | 1–2      |
| Africa Sports   | 0-1     | ZESCO United         | 0–0      | 0–1      |
| Al-Ittihad      | 1-4     | Al-Merreikh          | 1–1      | 0–3      |

## Segunda fase
As partidas de ida ocorreram entre os dias 17–19 de Abril e as partidas de volta entre os dias 1–3 de Maio.
| Equipe 1        | Total    | Equipe 2          | 1.º jogo | 2.º jogo |
| --------------- | -------- | ----------------- | -------- | -------- |
| 1° de Agosto    | 3-3 (gf) | Al-Hilal          | 3–1      | 0–2      |
| Kano Pillars    | (gf)3-3  | Al-Ahly           | 1–1      | 2–2      |
| Djoliba         | 1-2      | ZESCO United      | 0–0      | 1–2      |
| KCCA            | 1-2      | Al-Merreikh       | 0–1      | 1–1      |
| Heartland       | 3-2      | Cotonsport        | 2–1      | 1–1      |
| Mazembe         | 1-0      | Khemisset         | 1-0      | 0-0      |
| Mimosas         | 1-2      | Monomotapa United | 1–0      | 0–2      |
| Al Ahly Tripoli | 0-2      | Étoile du Sahel   | 0–0      | 0–2      |

- Os times perdedores se classificaram-se para a terceira fase da Copa dos Campeões da CAF 2009.

## Fase de Grupos

### Times classificados
Étoile Sportive du Sahel e Al-Merreikh foram classificados como nível 1, enquanto TP Mazembe e Al Hilal como de nível 2.
o sorteio aconteceu no dia 7 de maio na sede da CAF situada no Cairo, os times foram sorteados da seguinte maneira:
| Grupo A - Al-Merreikh (nivel 1) - Al-Hilal (nivel 2) - Kano Pillars FC - ZESCO United F.C. | Grupo B - Étoile Sportive du Sahel (nivel 1) - TP Mazembe (nivel 2) - Monomotapa United - Heartland F.C |

### Grupo A
| Equipa       | J | V | E | D | GM | GS | +/- | Pts |
| ------------ | - | - | - | - | -- | -- | --- | --- |
| Al-Hilal     | 5 | 3 | 1 | 1 | 7  | 3  | +4  | 10  |
| Kano Pillars | 5 | 3 | 1 | 1 | 9  | 7  | +2  | 10  |
| ZESCO United | 5 | 1 | 2 | 2 | 6  | 7  | -1  | 5   |
| Al-Merreikh  | 5 | 0 | 2 | 3 | 4  | 9  | -5  | 2   |

#### Partidas
| 18 de Julho | Al-Merreikh | 0–0 | Al-Hilal | Estádio de Merreikh, Ondurmã |
|             |             |     |          |                              |

| 18 de Julho | ZESCO United         | 1–1 | Kano Pillars       | Trade Fair Grounds, Ndola |
|             | Rodgers Kamwandi 44' |     | Hillary Chukwu 77' |                           |

| 31 de Julho | Al-Hilal         | 1–0 | ZESCO United | Estádio de Cartum, Cartum |
|             | Usama Altawon 9' |     |              | Árbitro: BEN Coffi Codjia |

| 1 de Agosto | Kano Pillars                          | 3–1 | Al-Merreikh | Sani Abacha Stadium, Kano    |
|             | Victor Namo 18' 33' · Moses Ogaga 89' |     | Idahor 59'  | Árbitro: MLI Koman Coulibaly |

| 14 de Agosto | Al-Merreikh | 2–3 | ZESCO United |  |
|              |             |     |              |  |

| 15 de Agosto | Al-Hilal | 2–0 | Kano Pillars |  |
|              |          |     |              |  |

| 30 de Agosto | ZESCO United | 0–0 | Al-Merreikh |  |
|              |              |     |             |  |

| 30 de Agosto | Kano Pillars | 2–1 | Al-Hilal |  |
|              |              |     |          |  |

| 11 de Setembro | Al-Hilal | 3–1 | Al-Merreikh |  |
|                |          |     |             |  |

| 13 de Setembro | Kano Pillars | 3–2 | ZESCO United |  |
|                |              |     |              |  |

| 19 de Setembro | ZESCO United | 2–0 | Al-Hilal |  |
|                |              |     |          |  |

| 19 de Setembro | Al-Merreikh | 1–1 | Kano Pillars |  |
|                |             |     |              |  |

### Grupo B
| Equipa            | J | V | E | D | GM | GS | +/- | Pts |
| ----------------- | - | - | - | - | -- | -- | --- | --- |
| Heartland         | 5 | 3 | 1 | 1 | 8  | 3  | +5  | 10  |
| TP Mazembe        | 5 | 3 | 0 | 2 | 10 | 4  | +6  | 9   |
| Étoile du Sahel   | 5 | 2 | 1 | 2 | 5  | 6  | -1  | 7   |
| Monomotapa United | 5 | 1 | 0 | 4 | 3  | 13 | -10 | 3   |

#### Partidas
| 18 de Julho | TP Mazembe                              | 2–0 | Heartland | Stade Municipal de Lubumbashi, Lubumbashi |
|             | Tresor Mputu 47' · Dioko Kaliyutuka 78' |     |           |                                           |

| 18 de Julho | Monomotapa United                          | 2–1 | Étoile Sportive du Sahel | Rufaro Stadium, Harare |
|             | Daniel Kamungenga 2' · Darryl Nyanadro 65' |     | Ahmed Akaichi 51'        |                        |

| 1 de Agosto | Heartland                                                | 3–1 | Monomotapa United     | Dan Anyiam Stadium, Owerri   |
|             | Ike Thankgod 3' · Uche Agba 26' · Ikechukwu Ibenegbu 46' |     | Daniel Kamungenga 48' | Árbitro: ALG Mohamed Benouza |

| 2 de Agosto | Étoile Sportive du Sahel                     | 2–1 | TP Mazembe       | Stade Olympique de Sousse, Sousse |
|             | Ammar Jemal 35' (pen.) · Aymen Abdennour 63' |     | Mvete Luyeye 14' | Árbitro: SEY Eddy Maillet         |

| 15 de Agosto | TP Mazembe | 5–0 | Monomotapa United |  |
|              |            |     |                   |  |

| 16 de Agosto | Heartland | 3–0 | Étoile Sportive du Sahel |  |
|              |           |     |                          |  |

| 29 de Agosto | Monomotapa United | 0–2 | TP Mazembe |  |
|              |                   |     |            |  |

| 29 de Agosto | Étoile Sportive du Sahel | 0 - 0 | Heartland |  |
|              |                          |       |           |  |

| 12 de Setembro | Heartland | 2–0 | TP Mazembe |  |
|                |           |     |            |  |

| 12 de Setembro | Étoile Sportive du Sahel | 2–0 | Monomotapa United |  |
|                |                          |     |                   |  |

| 20 de Setembro | Monomotapa United | 2–1 | Heartland |  |
|                |                   |     |           |  |

| 20 de Setembro | TP Mazembe | 1–0 | Étoile Sportive du Sahel |  |
|                |            |     |                          |  |

## Semifinais
Os jogos da primeira mão realizaram-se a 4 de Outubro e para a segunda a 10 e 18 de Outubro.
| Equipe 1          | Total | Equipe 2        | 1.º jogo | 2.º jogo |
| ----------------- | ----- | --------------- | -------- | -------- |
| Heartland         | 5-0   | Kano Pillars FC | 4-0      | 1-0      |
| Al-Hilal Omdurman | 4-5   | TP Mazembe      | 2-5      | 2-0      |

| 4 de Outubro 12:00 (UTC-3) | Heartland                     | 4–0 | Kano Pillars FC | Dan Anyiam Stadium, Owerri      |
|                            | Nwanna 13' 17' · Agba 34' 45' |     |                 | Árbitro: EGY Essam Abd El Fatah |

| 10 de Outubro 12:00 (UTC-3) | Kano Pillars FC | 0–1 | Heartland | Sani Abacha Stadium, Kano   |
|                             |                 |     | Agba 89'  | Árbitro: ALG Djamel Haimoud |

| 4 de Outubro 15:00 (UTC-3) | Al-Hilal Omdurman                     | 2–5 | TP Mazembe                                          | Estádio de Cartum, Cartum    |
|                            | Demba 2' · Haitahm Mustafa 25' (pen.) |     | Basisila 5' 90' · Mulota 30' 80' (pen.) · Dioko 62' | Árbitro: MLI Koman Coulibaly |

| 18 de Outubro 9:45 (UTC-3) | TP Mazembe | 0–2 | Al-Hilal Omdurman | Stade Municipal de Lubumbashi, Lubumbashi |
|                            |            |     | E.Sadomba 26' 33' | Árbitro: RSA Daniel Bennett               |

## Final
O primeiro jogo aconteceu em 31 de Outubro e o segundo em 7 de Novembro.
| Equipe 1  | Total | Equipe 2        | 1.º jogo | 2.º jogo |
| --------- | ----- | --------------- | -------- | -------- |
| Heartland | 2–2   | TP Mazembe (gf) | 2–1      | 1–0      |

| 31 de Outubro | Heartland                       | 2–1       | TP Mazembe       | Dan Anyiam Stadium, Owerri      |
| 16:00 UTC+1   | King Osanga 24' · Uche Agba 80' | Relatório | Trésor Mputu 23' | Árbitro: EGY Essam Abd El Fatah |

| 7 de Novembro | TP Mazembe                    | 1–0       | Heartland | Stade Frederic Kibassa Maliba, Lubumbashi |
| 14:45 UTC+2   | Emmanuel Omodiagbe 73' (g.c.) | Relatório |           | Árbitro: ALG Mohamed Benouza              |

2–2 no placar agregado. TP Mazembe campeão pelo regra do gol fora de casa.
| Liga dos Campeões da CAF de 2009 |
| TP Mazembe                       |
| -------------------------------- |
| TP Mazembe Campeã (3º título)    |

## Artilharia
| Jogador           | Clube             | Gols |
| ----------------- | ----------------- | ---- |
| Dioko Kaluyituka  | TP Mazembe        | 8    |
| Endurance Idahor  | Al-Merreikh       | 7    |
| Victor Namo       | Kano Pillars      | 6    |
| Uche Agba         | Heartland         | 6    |
| Trésor Mputu      | TP Mazembe        | 6    |
| Muhannad Eltahir  | Al-Hilal          | 5    |
| Enoch Sakala      | ZESCO United      | 5    |
| Daniel Kamungenga | Monomotapa United | 3    |
| Clifford Chipalo  | ZESCO United      | 3    |
| Stanley Okoro     | Heartland         | 3    |
| Ike Thankgod      | Heartland         | 3    |
| Mulota Kabangu    | TP Mazembe        | 3    |